# 王东海 (1946年)
王东海（1946年11月3日—2012年4月28日），浙江杭州人，著名异议人士，中国民主党创始人之一。

## 生平
王东海在1989年六四事件后在杭州组织并参与了一系列声援学生的抗议游行活动。他曾经打着“不要杀学生，向我开枪！”的标语从杭州武林广场游行至杭州火车站。在六四天安门民主运动被定性为反革命暴乱后，他因在公共场所发表演讲和游行被以“反革命煽动和宣传”罪判刑两年，剥夺政治权利两年。
1998年6月25日，王东海与王有才、林辉三人到浙江省民政厅递交组建中国民主党浙江委员会的申请书。这是他向党禁发起的公民宪法维权行动。王东海虽然没有因此受到刑事起诉，但当局从此一直对他进行限制和监控。

## 逝世
王东海在浙江台州探访朋友期间突发心脏病，抢救无效在天台山国清寺招待所去世，终年66岁。王东海突然去世的消息传出后，美国的陈立群和王军涛以及大陆武汉秦永敏等异议人士纷纷发文，对王东海去世表示悲痛和哀悼。